# Euphyia juanaria
Euphyia juanaria là một loài bướm đêm trong họ Geometridae.